# Megamyrmaekion caudatum
Espèce
Synonymes
- Dyction reussi Walckenaer, 1837
- Megamyrmecion pumilum Simon, 1885

Megamyrmaekion caudatum est une espèce d'araignées aranéomorphes de la famille des Gnaphosidae.

## Distribution
Cette espèce se rencontre en Tunisie, en Libye, de Égypte, en Israël et en Iran.

## Publication originale
- Reuss, 1834 : Zoologische miscellen. Abhandlungen aus dem Gebiete der beschreibenden Naturgeschichte, vol. 1, p. 195-276 (texte intégral).